# Hikari no senritsu
Hikari no senritsu è un brano musicale del gruppo musicale giapponese Kalafina, pubblicato come loro settimo singolo il 20 gennaio 2010. Il brano è incluso nell'album Red Moon, secondo lavoro del gruppo. Il singolo ha raggiunto la settima posizione della classifica Oricon dei singoli più venduti in Giappone, vendendo 20 281 copie. Il brano è stato utilizzato come sigla d'apertura della serie televisiva anime So Ra No Wo To.

## Tracce
CD Singolo SECL-838
1. Hikari no senritsu (光の旋律)
2. sapphire
3. Hikari no senritsu ~instrumental~ (光の旋律)

## Classifiche
| Classifica (2010) | Posizione più alta |
| ----------------- | ------------------ |
| Giappone (Oricon) | 7                  |